# Патраки (Притобольний район)
Патраки́ (рос. Патраки) — присілок у складі Притобольного району Курганської області, Росія. Входить до складу Давидовської сільської ради.
Населення — 157 осіб (2010, 228 у 2002).
Національний склад станом на 2002 рік:
- росіяни — 98 %